# Iwona Słoczyńska
Iwona Słoczyńska, również Iwona Zapasiewicz, Iwona Słoczyńska-Zapasiewicz (ur. 12 kwietnia 1938 w Grabowie) – polska aktorka.

## Życiorys
25 października 1959 zadebiutowała w Teatrze Powszechnym w Łodzi rolą w „Dotykać nie wolno” Gyarfasa i Visky’ego w reż. Zbigniewa Koczanowicza. Dwa lata później ukończyła studia na Wydziale Aktorskim PWSTiF w Łodzi. Była związana z teatrami w Łodzi: Powszechnym (1959–1961), 7.15 (1963–1965), Jaracza (1965–1967) i Nowym (1971–1975). Występowała również w teatrach: Bogusławskiego w Kaliszu (1961–1962) i Polskim w Bydgoszczy (1969–1971), a także warszawskich: Dramatycznym (1977–1982) oraz Powszechnym (1984).
W 1971 otrzymała Nagrodę „Złota Maska” w plebiscycie czytelników bydgoskiego „Dziennika Wieczornego”.
W 1975 poślubiła aktora, Zbigniewa Zapasiewicza (była jego trzecią żoną). Po rozstaniu z Zapasiewiczem wyjechała na stałe do USA.

## Filmografia
| Filmy |                                  |                                                            |                                          |
| Rok   | Tytuł                            | Rola                                                       | Uwagi                                    |
| 1959  | Lunatycy                         | Wanda, sekretarka w redakcji „Expressu”                    | debiut filmowy; niewymieniona w napisach |
| 1960  | Matka Joanna od Aniołów          | zakonnica                                                  | niewymieniona w napisach                 |
| 1961  | Komedianty                       | kelnerka                                                   | niewymieniona w napisach                 |
| 1963  | Smarkula                         | uczestniczka balu maturalnego                              | niewymieniona w napisach                 |
| 1966  | Pieczone gołąbki                 | sekretarka dyrektora Przedsiębiorstwa Wodociągów Miejskich |                                          |
| 1968  | Tabliczka marzenia               | nauczycielka zpt                                           |                                          |
| 1969  | Rzeczpospolita babska            |                                                            |                                          |
| 1976  | Barwy ochronne                   | pani Ania, członkini kadry obozu                           |                                          |
| 1979  | Kung-Fu                          | kierowniczka przedszkola                                   |                                          |
| 1979  | Droga z pierwszeństwem przejazdu |                                                            | etiuda szkolna                           |
| 1985  | Kochankowie mojej mamy           | dyrektorka                                                 |                                          |

| Produkcje telewizyjne |                                    |                                                                      |                                                          |
| Rok                   | Tytuł                              | Rola                                                                 | Uwagi                                                    |
| 1964                  | Pan Puntila i jego sługa Matti     | Ewa                                                                  | spektakl telewizyjny                                     |
| 1965                  | Kapitan Sowa na tropie             | aktorka Alicja Nawrocka, żona Nawrockiego                            | serial telewizyjny, odcinek: 1                           |
| 1965                  | Pierwszy pawilon                   | panna Willers                                                        | film telewizyjny                                         |
| 1967                  | Stawka większa niż życie           | kobieta na fotelu dentystycznym podczas aresztowania „Sokolnickiego” | serial telewizyjny, odcinek: 8; niewymieniona w napisach |
| 1967                  | Piękny był pogrzeb, ludzie płakali | urzędniczka w sądzie                                                 | film telewizyjny                                         |
| 1967                  | Pieczona gęś                       | podróżna                                                             | film telewizyjny                                         |
| 1968                  | Stawka większa niż życie           | Gerda Leschke, sekretarka Dehnego                                    | serial telewizyjny, odcinek: 9; niewymieniona w napisach |
| 1969                  | Czterej pancerni i pies            | niemiecka spadochroniarka                                            | serial telewizyjny, odcinek: 10                          |
| 1970                  | Zapalniczka                        | Hilde Werner                                                         | film telewizyjny                                         |
| 1974                  | Siedem stron świata                | matka Lucka                                                          | serial telewizyjny, odcinek: 1                           |
| 1974                  | Patron dla bocznej ulicy           | sekretarka Ścibora                                                   | spektakl telewizyjny                                     |
| 1974                  | Strzał                             | sekretarka Stolarka                                                  | film telewizyjny, z cyklu „Najważniejszy dzień życia”    |
| 1980                  | Głód                               | prostytutka                                                          | spektakl telewizyjny                                     |
| 1982                  | Choinka strachu                    | żona pisarza                                                         | film telewizyjny                                         |
| 1985                  | Bariery                            |                                                                      | film telewizyjny                                         |
| 1986                  | Trio                               | charakteryzatorka                                                    | film telewizyjny                                         |
| 1987                  | Rzeka kłamstwa                     | znajoma Joanny                                                       | serial telewizyjny, odcinki: 5, 7                        |
| 1989                  | Małżeństwo Marii Kowalskiej        | urzędniczka PCK                                                      | spektakl telewizyjny                                     |
| 1991                  | Pogranicze w ogniu                 | Hesse, urzędniczka w dyrekcji kolei w Gdańsku                        | serial telewizyjny, odcinek: 23                          |